# NGC 2042
NGC 2042 (другое обозначение — ESO 56-SC163) — двойное рассеянное скопление в созвездии Золотая Рыба. Спектры двух частей скопления отличаются лишь излучением звезды-сверхгиганта HD 150168 в компоненте NGS 2042a. Это указывает на общее происхождение гравитационно взаимодействующих компонент скопления.
Этот объект входит в число перечисленных в оригинальной редакции «Нового общего каталога».